# Demanou
Demanou est un quartier de l'arrondissement de Banikoara dans l'Alibori au nord du Bénin.

## Population
Lors du recensement de 2013 (RGPH-4), la population était de 2 620 habitants.